# Luisa Sigea
Pour les articles homonymes, voir Velasco.
Luisa Sigea de Velasco (Tarancón, 1522 — Burgos, 13 octobre 1560), aussi connue sous les noms de Louise Sigée, Luísa Sigeia, Luísa Sigea Toledana ou encore en latin Aloysia Sygaea Toletana, est une poétesse et humaniste espagnole du XVIe siècle. Ella a été surnommée la Minerve de son temps à cause de sa grande instruction. 

## Biographie
Luisa Sigea nait dans la province de Tolède, d'où son surnom de Toletana. Elle est la fille de Diego Sigeo, un humaniste renommé qui lui enseigne ainsi qu'à ses frères le latin et le grec dès son plus jeune âge. Son père était au service de María Pacheco, une des meneuses de la guerre des Communautés de Castille, et doit partir avec elle en exil au Portugal en 1522 après la chute de Tolède. Il y fait venir sa famille en 1530, dont Luisa.
En 1540, à dix-huit ans, elle écrit au pape Paul III une lettre en latin, qui suscite un intérêt tel que cette démarche permet à son père de l'introduire auprès de la cour de Portugal et de lui obtenir la charge de « dame latine » auprès de l'infante Marie de Portugal en 1542. Elle reste dix ans dans cette charge et écrit pendant cette période ses principales œuvres : Sintra et Dialogue des deux jeunes filles.
En 1552, elle épouse Francisco de las Cuevas, un gentilhomme peu fortuné de Burgos, mais ne quitte la cour de l'infante pour Burgos qu'en 1555. En 1558, le couple s'installe à Valladolid et entre brièvement au service de la reine Marie de Hongrie. La reine étant morte peu après, Luisa cherche alors à retrouver un emploi et la vie de cour, et sollicite sans succès Philippe II et son épouse Isabelle de Valois. Elle meurt le 13 octobre 1560 de dépression et de dépit.

## Œuvres
Luisa Sigea parlait le français, l'espagnol et l'italien, et maîtrisait le latin, le grec, l'hébreu et le syriaque, et était versée en philosophie, poésie et histoire. selon les témoignages de l'époque, elle unissait le talent à la beauté.
On a :
- Syntra (Paris, 1566), poème en latin,
- Dialogus de differentia vitae rusticae et urbanae y Colloquium havitum apud villam inter Flamminia Romanam et Blesillam Senensem,
- Duarum virginum colloquium,
- des lettres et des poèmes.

C'est faussement que Nicolas Chorier a publié sous son nom le Satyra Sotadica, ensemble de dialogues saphiques et érotiques en latin, traduits en de nombreuses langues sous le titre de Dialogues de Luisa Sigea. 